# Recilia raoi
Recilia raoi là loài bọ thuộc họ Cicadellidae đặc hữu Ấn Độ.